# Teatro San Ferdinando
Il Teatro San Ferdinando è un teatro storico di Napoli. Ubicato in Piazza Eduardo De Filippo, nei dintorni del Rione Sanità e a pochi passi da via Foria, è uno dei teatri più antichi di Napoli, anche se nel corso della sua storia ha subito numerose ricostruzioni, restauri e rifacimenti.  Strettamente collegato alla figura di Eduardo De Filippo, è per eccellenza ritenuto il "tempio" della commedia napoletana.

## Storia
Costruito nel 1791, nella zona di Ponte Nuovo, su disegno dell'architetto Camillo Leonti e decorato dal toscano Domenico Chelli, venne inaugurato con l'opera di Domenico Cimarosa Il falegname. Fin dall'inizio la vita del teatro non fu facile: diverse e infelici amministrazioni lo trasformarono ben presto in un teatro per compagnie minori e per un pubblico poco aristocratico.
Il 30 novembre 1843 Marzio Gaetano Carafa dei principi di Colubrano vendette il teatro al signor Enrico del Prete che lo subaffittò poi a Adamo Alberti, capocomico ed impresario del Teatro dei Fiorentini.
Nel 1886 vi debuttò l'attore Federico Stella portando in scena Tenebra e amore di Crescenzo Di Maio. Il tipografo Luigi Bartolomeo e l'impresario Salvatore Golia comprarono una parte del teatro diventandone i nuovi gestori. Nacque la "Compagnia Città di Napoli": l'impresa, diretta da Federico Stella e Michele Bozzo, per quarant'anni fu stabile al San Ferdinando.
Nella stagione 1889-1890 il teatro accolse anche i successi di Eduardo Scarpetta. Salvatore Golia e la moglie Raffaella Bartolomeo (sorella di Luigi), divenuti gli unici proprietari del teatro, ne affidarono la gestione al figlio Giuseppe. Negli anni trenta del XX secolo, i Golia, per cercare di risolvere i problemi di una gestione deficitaria, affittarono lo stabile. Il teatro venne trasformato in "Cinema Teatro Principe". Finché il 3 settembre 1943 le bombe americane provocarono gravi danni.
Dopo la guerra il vecchio Golia decise di venderlo: lo comprò Eduardo De Filippo, il 25 febbraio 1948, investendo nella ricostruzione del teatro tutti i suoi guadagni e indebitandosi con le banche.
All'indomani dell'acquisto venne costituita la SIT Società Imprese Teatrali che gestì sia il teatro sia le compagnie "Il Teatro di Eduardo" e "La Scarpettiana". Nel 1954 venne costituita una nuova società la "San Ferdinando Film" che, con la partecipazione della RAI, realizzerà sei telefilm della serie "Il Teatro di Eduardo"; Eduardo continuò a lavorare per pagare le spese della costruzione del teatro.
Nel 1956 nacque la società "Il Teatro San Ferdinando s.r.l", ma i debiti ed i pochi aiuti lo costrinsero a sciogliere la Scarpettiana nel 1960 e a chiudere il San Ferdinando nel 1961.
Nel 1964 nacque la "Teatrale Napoletana", società costituita con Paolo Grassi fondatore insieme a Giorgio Strehler del Piccolo Teatro di Milano. Il programma era ambizioso e di grande prestigio: gettare un ponte culturale tra due realtà così diverse, Napoli e Milano; fare della città partenopea una città teatralmente non più da evitare, come era stato fino ad allora. Nel corso della conferenza stampa per la riapertura del teatro, Eduardo ribadì: «L'idea non era soltanto quella di costruire una casa per l'attore e l'autore Eduardo ma era anche e soprattutto quella di costruire un teatro, indipendentemente dall'uomo Eduardo, che creasse una rottura con il vecchio teatro dialettale napoletano; un teatro che potesse continuare il discorso già da me iniziato nel 1922 al Sannazaro».
Ma i problemi non diminuirono e nel 1966 si concluse anche l'avventura della "Teatrale".
Agli inizi degli anni settanta Eduardo aveva in mente di creare al San Ferdinando un centro studi e un museo del teatro dialettale, ma dopo alcuni lavori di restauro, il teatro venne dato in gestione all'ETI (Ente Teatrale Italiano) ed inaugurato da Eduardo nell'ottobre del 1971 con Le bugie con le gambe lunghe.
Chiuso negli anni ottanta e per lungo tempo rimasto magazzino di memorie e ricordi teatrali oltre che sede di parte dell'archivio storico di Eduardo De Filippo, nel 1996 il teatro è stato donato da Luca De Filippo al Comune di Napoli perché venisse restaurato e riconsegnato al pubblico napoletano.
Il 30 settembre 2007, dopo molti anni di restauri ed ingenti investimenti, il San Ferdinando ha finalmente riaperto i battenti con La tempesta di Shakespeare, nella traduzione in napoletano barocco fatta da Eduardo nel 1984. Il teatro appena inaugurato è stato immediatamente incluso fra gli spazi utilizzati dal prologo del Teatro Festival Italia.
Il San Ferdinando, insieme al Mercadante, è gestito dal Teatro Stabile di Napoli.

## Descrizione

### Esterno
Il teatro San Ferdinando risulta oggi inglobato in una palazzina a uso privato; la facciata esterna che affaccia su Piazza Eduardo De Filippo è frutto dei molti rimaneggiamenti susseguitisi nel corso degli anni. Si presenta con linee molto semplici, inquadrata in un prospetto rettangolare di colore grigio, con tre ingressi centrali ad arco e due laterali più piccoli riservati all'entrata di scenografie e attrezzi. Su ciascuno degli ingressi principali è posta una formella di bronzo raffigurante un'allegoria del teatro; sugli ingressi laterali, invece, due lapidi d'epoca contemporanea riportano le date della costruzione e dei restauri del teatro e le dedicatorie ai loro responsabili. Sull'ordine superiore si apre una piccola loggia con balconata scandita da tre finestre quadrangolari.

### Interno
La sala d'ingresso è separata dal foyer mediante una porta tripartita in legno, sui cui stipiti sono inserite tre formelle a tempera su carta raffiguranti una scena di commedia napoletana, un'allegoria di Napoli nella forma di Partenope accanto a una personificazione del Sebeto e infine una scena tratta da Sik-Sik, l'artefice magico, atto unico di Eduardo De Filippo.
Il foyer si articola su tre livelli connessi tra loro mediante delle scale a tenaglia; nelle teche un tempo utilizzate per la pubblicità e per la propaganda, oggi sono stati collocati dei cimeli dei grandi attori napoletani del passato e del presente, tra i quali spiccano la bombetta di Totò, abiti di scena di Eduardo, Nino Taranto, Concetta Barra e Pupella Maggio, numerose fotografie di scena e locandine di produzioni storiche del teatro; è possibile inoltre ammirare un mosaico in marmi policromi raffigurante Pulcinella realizzato da Titina De Filippo.
Il teatro, cui si accede da una rampa di scale, si suddivide nella platea, due ordini di palchi e un loggione, per una capienza massima di 500 persone: i palchi non sono numerati ma denominati col nome di un attore del passato. Il palcoscenico è profondo 9,50m e largo 14; il boccascena è largo 10m e alto 9. Il sipario ha un sistema di apertura e chiusura non automatizzato ma manovrato per mezzo di corde e contrappesi. Sotto il palcoscenico c'è un sistema di pedane mobili per il trasporto dei materiali scenici risalente al restauro degli anni '40 ancora in perfetto stato di conservazione e normalmente utilizzato; il sistema ad argano di cui gode è tuttora funzionante, ma si è preferito adottare un nuovo sistema automatico per ragioni di praticità e sicurezza.
Nel backstage sono presenti dieci camerini per il trucco e il cambio degli attori; quello prospiciente al palcoscenico, tradizionalmente destinato al primo attore, è stato dedicato nel 2007 alla memoria di Eduardo De Filippo, e presenta la mobilia e gli utensili adoperati da quest'ultimo, nonché un baule contenente suoi abiti di scena dismessi.